# Logrești-Moșteni, Gorj
Logrești-Moșteni este un sat în comuna Logrești din județul Gorj, Oltenia, România.
 Acest articol despre o localitate din județul Gorj este deocamdată un ciot. Puteți ajuta Wikipedia prin completarea lui.